# Bitiako
Bitiako est une commune rurale située dans le département de Siby de la province des Balé au Burkina Faso.